# Sinsheim
Sinsheim är en stad i Rhein-Neckar-Kreis i regionen Rhein-Neckar i Regierungsbezirk Karlsruhe i förbundslandet Baden-Württemberg i Tyskland och är belägen cirka 20 km sydöst om Heidelberg. Folkmängden uppgår till cirka 37 000 invånare, på en yta av 127 kvadratkilometer.
Staden är känd för sitt stora teknikmuseum Auto- und Technikmuseum Sinsheim där det bland andra föremål finns såväl en Concorde som en Tupolev Tu-144.

## Stadsdelar
En av stadsdelarna/förorterna i Sinsheim är Hoffenheim.